# Michel Borges (desenhista)
Michel Borges é um quadrinista brasileiro. Seu trabalho mais conhecido é a arte da série de quadrinhos Combo Rangers, criada por Fabio Yabu (com a qual Borges ganhou o Troféu HQ Mix de "melhor publicação infantil" em 2018). Ainda ao lado de Yabu, Borges foi responsável pelas ilustrações do romance Branca dos Mortos e os Sete Zumbis e da nova série em quadrinhos do personagem Jaspion. Entre seus trabalhos individuais, estão a webcomic Elsword e a HQ Anarriê.